# 下半場
《下半場》（英語：We Are Champions），是一部於2019年上映的運動勵志電影。由范少勳、朱軒洋、李霖霏領銜主演，2019年8月23日於台灣上映。

## 演員列表

### 主要演員
| 演員姓名 | 角色名稱 | 介紹 |
| 范少勳   | 姜秀宇   | 光誠中學籃球隊 控球後衛 背號4號 姜秀宇是今年的HBL當中，最能體現「控球後衛是場上的教練」這句老話的球員。 他第一年出戰HBL，就以出色的視野、精準的傳導，和敏銳的戰術思維，成為光誠後場組織的核心。 也是本次大會最受矚目的傳統型控衛，多次帶領光誠在逆境反攻，是光誠本年度的Key man。                                                                                |
| 朱軒洋   | 姜桐豪   | 育英高中籃球隊 得分後衛 背號5號 以數據而言，姜桐豪是今年最出色的得分後衛。 以人氣而言，更是今年度的超級新人。 也是典型的大賽型選手，比賽越到最後關頭，越能夠憑藉過人的膽識、體能和爆發力，為育英帶來勝利。 原本防守團隊就非常強的育英，在得到這名充滿野性奔放的選手後，對於拿下三連霸更是信心十足。                                                              |
| 李霖霏   | 柯以安   | 光誠中學游泳隊 隊員 |
| 莊又齊   | 高士承   | 光誠中學籃球隊 隊長 大前鋒 光誠背號14，光誠中學籃球隊長，籃下的守護神。 高士承出色的身體素質和扎實的球技，鞏固了光誠在進攻和守護籃板的水準，他的火鍋更是能帶給對手強大壓力。除了防守以外，在進攻方面也相當出色，是光誠第三個得分主力，他的低位單打多次讓對手防不勝防，一次次重要時刻的挺身而出，幫助光誠度過不少難關。                                           |
| 羅章恩   | 林偉立   | 光誠中學籃球隊 副隊長 小前鋒 光誠背號10，光誠高中籃球隊副隊長、球隊替補。 林偉立身體條件和天分不算出色，但戴著眼鏡打球的他，有著沉穩性格，讓他每每在關鍵時刻做出貢獻，是球隊的安定力量。 |
| 王啟丞   | 彭大綸   | 光誠中學籃球隊 大前鋒 光誠背號11，身材稍微肉感，除了是球隊的開心果，從小喜歡籃球的彭大綸，在場上最能感到自在和自信。 憨傻的外表下，藏著不服輸的鬥志。 |
| 魏宇人   | 魏柏鈞   | 光誠中學籃球隊 控球後衛 光誠背號9，比起其他靠本能的球員，魏柏鈞多了一些研究精神，擅長參考NBA或各種比賽的資料進行分析，希望彌補自身體能、身材不算出色的劣勢。 |
| 劉育仁   | 鄧志昊   | 光誠中學籃球隊 小前鋒 光誠背號7，鄧志昊從國中時期就打出名堂，當時的他以擅長單打獨鬥、強硬取分受到重視。 而在今年的賽事中可以看出來，現在的他更懂得發揮自己的特點，配合團隊執行戰術。 球技和球感出色，從中距離到內線都是他的得分範圍，扮演光誠最重要的得分箭頭。                                                                                                  |
| 張仕達   | 袁弘達   | 光誠中學籃球隊 控球後衛 光誠背號8，穩紮穩打的攻擊型後衛，除了踏實訓練累積的傳導和戰術思維，袁弘達穩健的球技和速度，也對比賽對手造成不小的威脅。 |
| 陳言慎   | 劉嘉剛   | 光誠中學籃球隊 控球後衛 光誠背號13，活潑開朗，不會被逆境打敗，劉嘉剛在越大型的比賽心臟越大顆，關鍵時刻偶爾會因為腎上腺素爆發，表現出人意料地好。 |
| 王新凱   | 程福升   | 光誠中學籃球隊 中鋒 光誠背號15，身高196公分的程福升，是光誠隊上唯一的長人，憑藉著身材優勢成為光誠禁區不可或缺的成員。 但從高一才開始接觸籃球的他，球技與經驗都稍微欠缺，心理素質也較為不穩定。 不過進入球隊之後受到教練重用，經驗得以累積，雖然不是獨當一面的禁區支柱，但作用不小，是光誠的X因素，若是能在關鍵時刻做好防守，相信會是敵軍防線不得不防的內線要角。 |
| 袁加樂   | 邱文山   | 光誠中學籃球隊 得分後衛 光誠背號6，開賽之初，或許有人因為邱文山的身高小看他，但是隨著光誠越接近賽會終點，球迷對他的期待只有越來越高。 神準的三分球讓他多次為光誠投出致勝關鍵球。 老練的球技和穩定的心理素質，讓他成為光誠外線最重要的火力輸出。 |
| 鄧紹杰   | 周孟勳   | 光誠中學籃球隊 控球後衛 光誠背號5，思考相當靈活，在球場上不時會有別出心裁的想法。 好幾次對上陷入困境時，就是靠著周孟勳場上的隨機應變解圍。 |
| 林子璿   | 潘建銘   | 光誠中學籃球隊 後衛 光誠背號12，稚嫩外表經常被當成國中生，潘建銘在比賽時總是想找機會用球技證明自己。比起個人求勝，他更喜歡的是一群人不顧一切、一起努力的團結感。 |
| 洪立成   | 廖冠宏   | 育英高中籃球隊 中鋒 育英高中替補球員，小高一的廖冠宏衝勁十足，在場邊觀察學長們的表現，期許成為明日之星。 |
| 林睦凱   | 陳鎮倫   | 育英高中籃球隊 小前鋒 育英高中替補球員，身形雖然較瘦弱，陳鎮倫靠著稍具競爭力的身高，能夠適時支援隊友。 |
| 邱以太   | 李彥泰   | 育英高中籃球隊 小前鋒 育英背號9，衝勁十足，打球相當有殺氣。 單親家庭出身的他，生活相當辛苦，非常把握靠籃球翻身的機會，所以在球場上很拼命。 |
| 陳柏文   | 程樹人   | 育英高中籃球隊 小前鋒 育英背號8，速度快、外線準，程樹人是名神準的射手。 雖然在前一年比賽時受傷，而經歷漫長的復健之路，但對籃球充滿熱情的他，仍然努力持續練習投籃，保持球感，順利重返球場。 |
| 鄧遠威   | 游漢霆   | 育英高中籃球隊 中鋒 育英背號15，兇悍強硬的中鋒，游漢霆是禁區的猛將，對抗性夠，總是用身材和力量優勢爭奪籃板。 |
| 劉鎮葳   | 楊子騰   | 育英高中籃球隊 中鋒 育英背號14，育英高中有著傲視全高中聯賽的長人陣，而楊子騰更是本次賽會最受到期待的中鋒。 他的外圍作戰技巧比起去年更加成熟，可以拉到外線得分，此外策應傳球的能力也有所提升，很多人期待他未來的發展。 要進一步證明自己的價值，他就要在今年的賽會，和其他高中的內線決戰禁區。                                                                     |
| 黃呈濬   | 許東嘉   | 育英高中籃球隊 控球後衛 育英背號7，膽大心細、觀察力強。 許東嘉擅長使用組織能力幫助球隊得分，在練球空檔時常模仿教練，放鬆大家的緊繃情緒。 |
| 吳昱恩   | 趙偉翰   | 育英高中籃球隊 小前鋒 育英背號12，個性純真，能夠徹底執行教練的各種戰術，深受信賴。 趙偉翰上場時會融入自己的判斷，攻擊犀利，有衝勁。 |
| 各務孝太 | 丁國鋒   | 育英高中籃球隊 控球後衛 育英背號4，在球場上的反應和視野都好，丁國峰善於利用小技巧，多次在大賽中打出亮眼表現。 攻擊慾望強，對於勝利執著。 |
| 連潔琳   | 羅仁智   | 育英高中籃球隊 大前鋒 育英背號10，雖然身體條件相當出色，但羅仁智卻是高中聯賽中非常少見的柔性大前鋒。 相較於其他憑著身體對抗性扛內線的苦工，他更擅長的是運用技巧和球商鞏固籃下，為育英取得優勢。 育英最著名的球風就是防守，而羅仁智正是所有想要翻越育英這座高牆，最大的阻礙之一。                                                                                 |
| 章 賀    | 王岱豪   | 育英高中籃球隊 隊長 小前鋒 育英背號11，和湯志傑、羅仁智同樣三年來都擔任育英的先發，三人構成育英從後場的內線的堅實組合。 球技、體能和心理素質，都是本屆賽事頂尖的選手，三年來屢屢在育英後場熄火的時候，拿下致勝的關鍵分數。 |
| 劉揚暄   | 湯志傑   | 育英高中籃球隊 副隊長 控球後衛 育英背號6，從第一年就成為育英高中先發後衛，接連和育英拿下兩次冠軍，是本次賽事中，比賽經驗最豐富的控球後衛。 見過多次大場面的他，能夠精準掌握比賽節奏，忠實執行許威鴻教練指定的戰術，是育英高中奪冠之路上不可或缺的要角。 |

### 其他演員
| 演員姓名 | 角色名稱 | 介紹               |
| 段鈞豪   | 陳書文   | 光誠中學籃球隊教練 |
| 吳大維   | 許威鴻   | 育英高中籃球隊教練 |
| 庹宗華   | 姜文雄   | 秀宇、桐豪的父親   |
| 陸弈靜   | 陳秀美   | 光誠中學校長       |
| 吳昆達   |          | 秀宇、桐豪的叔叔   |
| 謝瓊煖   |          | 秀宇、桐豪的嬸嬸   |
| 范足妹   |          | 程福升的阿嬤       |
| 謝侃均   | 胖子     | 秀宇打工餐廳的同事 |

### 特別客串
| 演員姓名 | 角色名稱 | 介紹                   |
| 莊勁宥   | 鬥牛球員 | 片頭曾與姜氏兄弟鬥牛   |
| 章廣辰   | 鬥牛球員 | 片頭曾與姜氏兄弟鬥牛   |
| 錢韋成   | 錢韋成   | FOX體育臺主播          |
| 賈凡     | 賈凡     | FOX體育臺球評          |
| 戴維斯   | 教練     | U18代表隊教練          |
| 熊三     | 學長     | 光誠中學籃球隊教練寵物 |

## 電影歌曲
| 曲别   | 歌名          | 演唱者                    | 作詞              | 作曲              |
| 主題曲 | 飛            | 盧一辰                    | 盧一辰            | 盧一辰            |
| 插曲   | 貳拾貳        | 棉花糖                    | 沈聖哲            | 莊鵑瑛            |
| 插曲   | Jungle        | 頑童MJ116                 | 頑童MJ116         | 頑童MJ116         |
| 插曲   | MJ Fresh Gang | 頑童MJ116 feat. MC HotDog | 頑童MJ116、姚中仁 | 頑童MJ116、姚中仁 |
| 插曲   | I Don’t Know  | I Mean Us                 | 章尚群            | 章尚群            |

## 獎項紀錄
| 年分   | 頒獎典禮              | 獎項                                   | 名單                       | 結果 |
| 2018年 | 2018年金馬創投會議    | WIP湯臣創意獎                          | 《下半場》                 | 獲獎 |
| 2019年 | 第56屆金馬獎          | 最佳男配角                             | 段鈞豪                     | 提名 |
| 2019年 | 第56屆金馬獎          | 最佳新演員                             | 范少勳                     | 獲獎 |
| 2019年 | 第56屆金馬獎          | 最佳攝影                               | 陳大璞                     | 提名 |
| 2019年 | 第56屆金馬獎          | 最佳音效                               | 高偉晏、陳亦偉             | 提名 |
| 2019年 | 第56屆金馬獎          | 最佳動作設計                           | 洪昰顥、賈凡               | 提名 |
| 2019年 | 第56屆金馬獎          | 最佳視覺效果                           | 凃維廷                     | 提名 |
| 2020年 | 第1屆台灣影評人協會獎 | 特別表揚－最佳動作指導（籃球場面技術） | 賈凡                       | 獲獎 |
| 2020年 | 第22屆臺北電影獎      | 觀眾票選獎                             | 《下半場》                 | 獲獎 |
| 2020年 | 第22屆臺北電影獎      | 最佳劇情長片                           | 《下半場》                 | 提名 |
| 2020年 | 第22屆臺北電影獎      | 最佳導演                               | 張榮吉                     | 獲獎 |
| 2020年 | 第22屆臺北電影獎      | 最佳編劇                               | 蔡坤霖、張榮吉             | 提名 |
| 2020年 | 第22屆臺北電影獎      | 最佳男主角                             | 范少勳                     | 提名 |
| 2020年 | 第22屆臺北電影獎      | 最佳男配角                             | 段鈞豪                     | 提名 |
| 2020年 | 第22屆臺北電影獎      | 最佳男配角                             | 朱軒洋                     | 提名 |
| 2020年 | 第22屆臺北電影獎      | 最佳新演員                             | 朱軒洋                     | 提名 |
| 2020年 | 第22屆臺北電影獎      | 最佳新演員                             | 范少勳                     | 提名 |
| 2020年 | 第22屆臺北電影獎      | 最佳配樂                               | 溫子捷                     | 提名 |
| 2020年 | 第22屆臺北電影獎      | 最佳攝影                               | 陳大璞                     | 獲獎 |
| 2020年 | 第22屆臺北電影獎      | 最佳剪輯                               | 陳俊宏                     | 提名 |
| 2020年 | 第22屆臺北電影獎      | 最佳聲音設計                           | 高偉晏、陳亦偉             | 提名 |
| 2020年 | 第22屆臺北電影獎      | 最佳傑出技術－最佳動作設計             | 洪昰顥、賈凡               | 獲獎 |
| 2020年 | 第22屆臺北電影獎      | 最佳視覺效果                           | 凃維廷、沸騰了映像有限公司 | 提名 |
| 2020年 | 第14屆亞洲電影大獎    | 最佳新演員                             | 范少勳                     | 提名 |

## 外部連結
- 下半場的Facebook專頁
- 下半場的Instagram帳戶
- 互联网电影数据库（IMDb）上《下半場》的资料（英文）
- 開眼電影網上《下半場》的資料（繁體中文）
- Yahoo奇摩電影上《下半場》的資料（繁體中文）
- 雅虎香港電影上《下半場》的資料（繁體中文）
- 豆瓣电影上《下半場》的資料 （简体中文）
- 时光网上《下半場》的資料（简体中文）